# Loewia piligena
Loewia piligena là một loài ruồi trong họ Tachinidae.